# Vleutensespoorbrug
De Vleutensespoorbrug is de noordelijkste van de twee spoorbruggen die de stad Utrecht met het stadsdeel Leidsche Rijn verbindt. De brug overspant het Amsterdam-Rijnkanaal en maakt deel uit van de spoorlijn Utrecht - Rotterdam. Direct naast deze brug ligt sinds november 2017 een tweede spoorbrug en daarnaast de in 2008 opgeleverde Hogeweidebrug, die ook wel de Gele brug wordt genoemd. Op de plek waar de tweede spoorbrug ligt lag tot 2008 de Vleutensebrug. Iets noordelijker van deze drie bruggen over het Amsterdam-Rijnkanaal liggen de twee spoorbruggen van de Spoorlijn Utrecht - Amsterdam: Werkspoorbrug en Demka-spoorbrug.
De Vleutensespoorbrug is gebouwd tussen 1968 en 1969 en verving de oude spoorbrug die ten noorden van deze brug lag.

## Tweede spoorbrug
Tussen de Hogeweidebrug en de Vleutensespoorbrug, op de plek van de voormalige Vleutensebrug, werd op 19 november 2017 een tweede spoorbrug geplaatst. Deze brug is onderdeel van het project Spooruitbreiding Utrecht Centraal - Leidsche Rijn Het project wordt ook wel UtARk (Utrecht Amsterdam-Rijnkanaal) genoemd.
De nieuwe spoorbrug is in 2017 in Schiedam gebouwd en vandaar in delen per schip naar Utrecht vervoerd. Op een locatie op ongeveer 800 meter afstand van de uiteindelijke locatie werd de brug verder afgebouwd en werd in november van dat jaar op zijn plek gelegd over het Amsterdam-Rijnkanaal.
Na de ingebruikname van de tweede brug in april 2018, werd in het eerste half jaar al het treinverkeer via die brug geleid. In die periode werd gewerkt aan het verhogen en stiller maken van de Vleutensespoorbrug. Sinds 29 oktober 2018 zijn beide bruggen in gebruik, en rijden de treinen over vier sporen, waarbij sprinters gebruik maken van de 2 buitenste sporen en Intercity’s van de 2 binnenste.

## Situatieschets
|  |  |
|  |  |

## Afbeeldingen

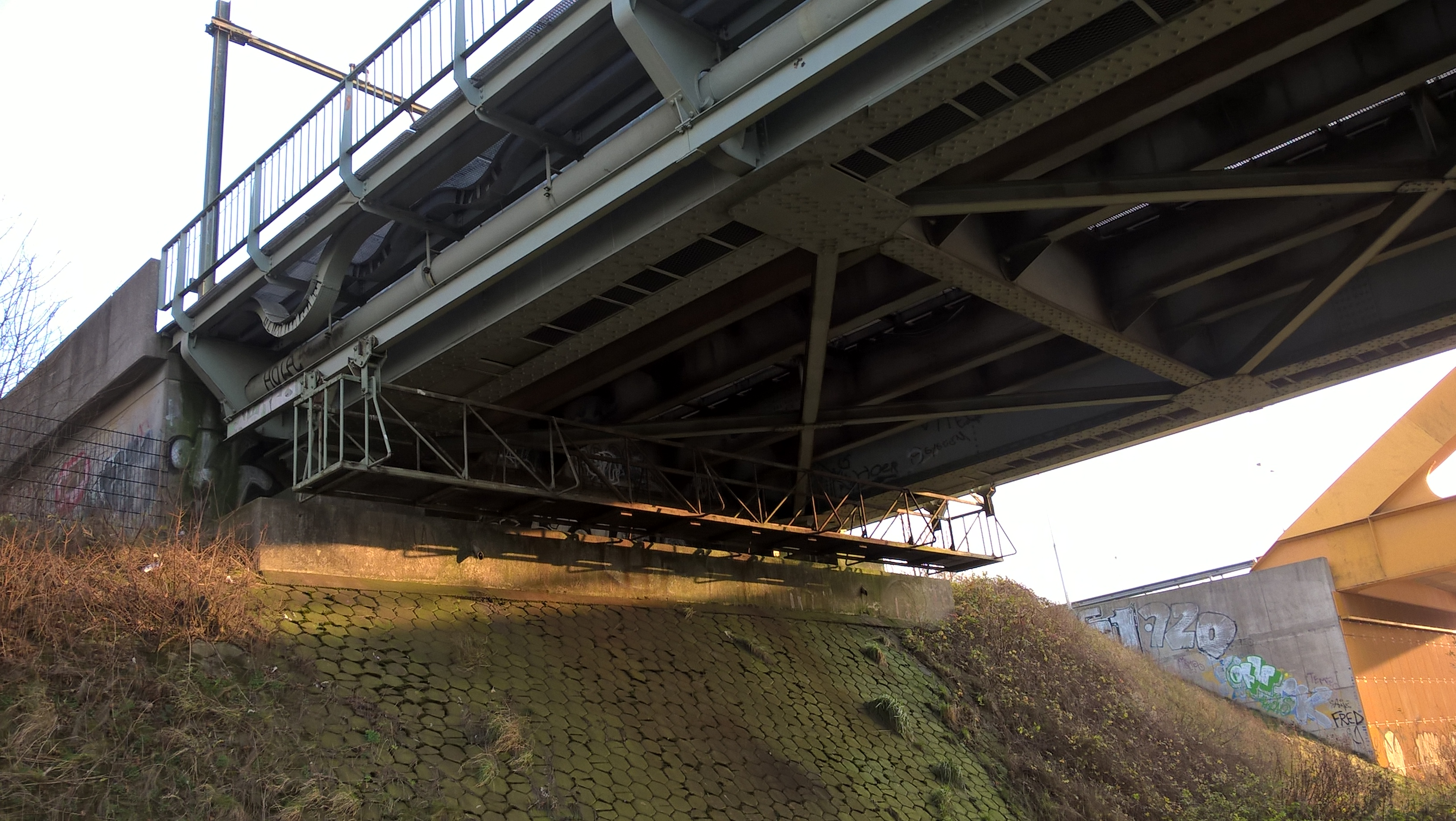
Onderkant brug bij een oplegging
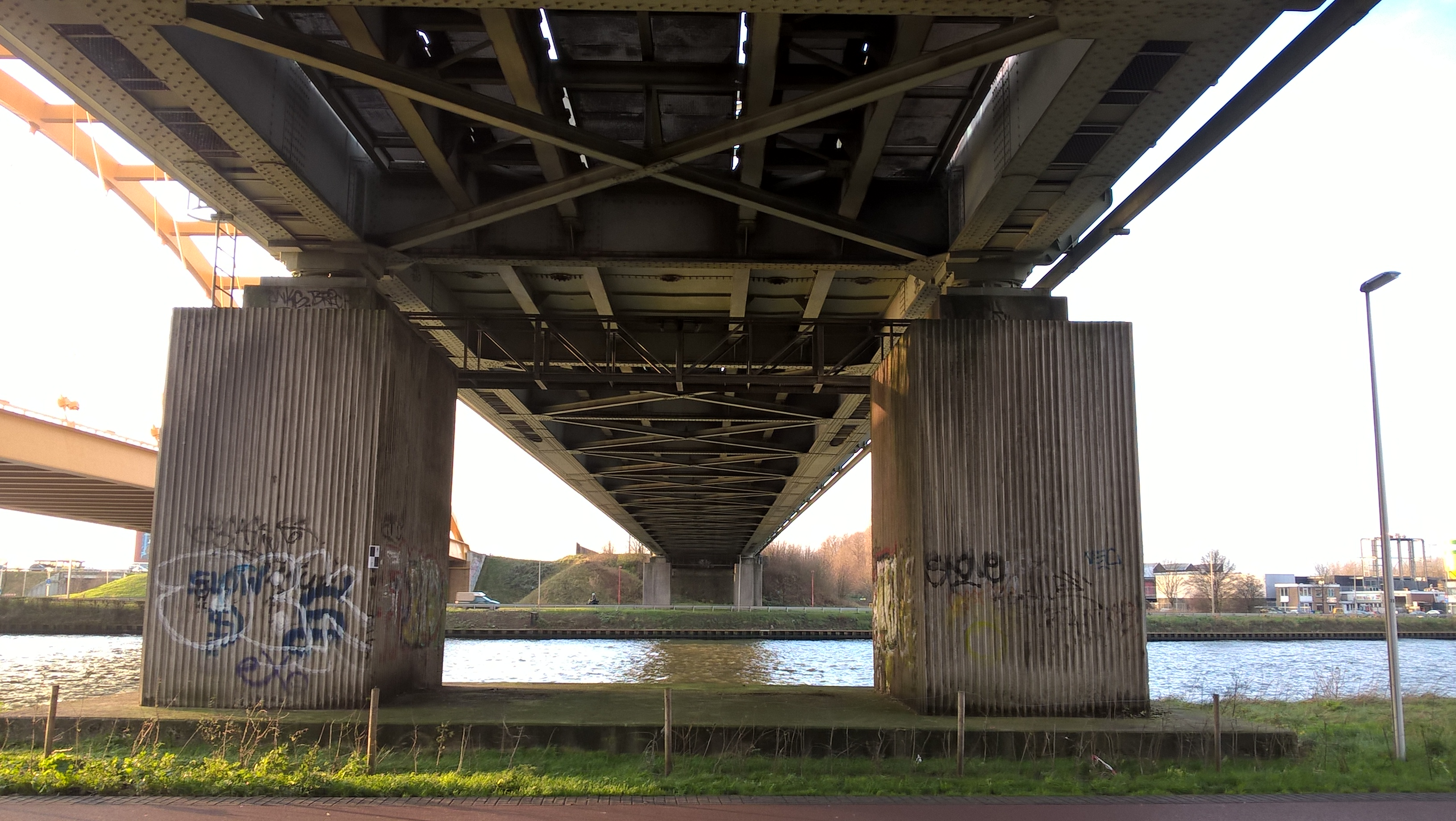
Onderkant brug in lengterichting
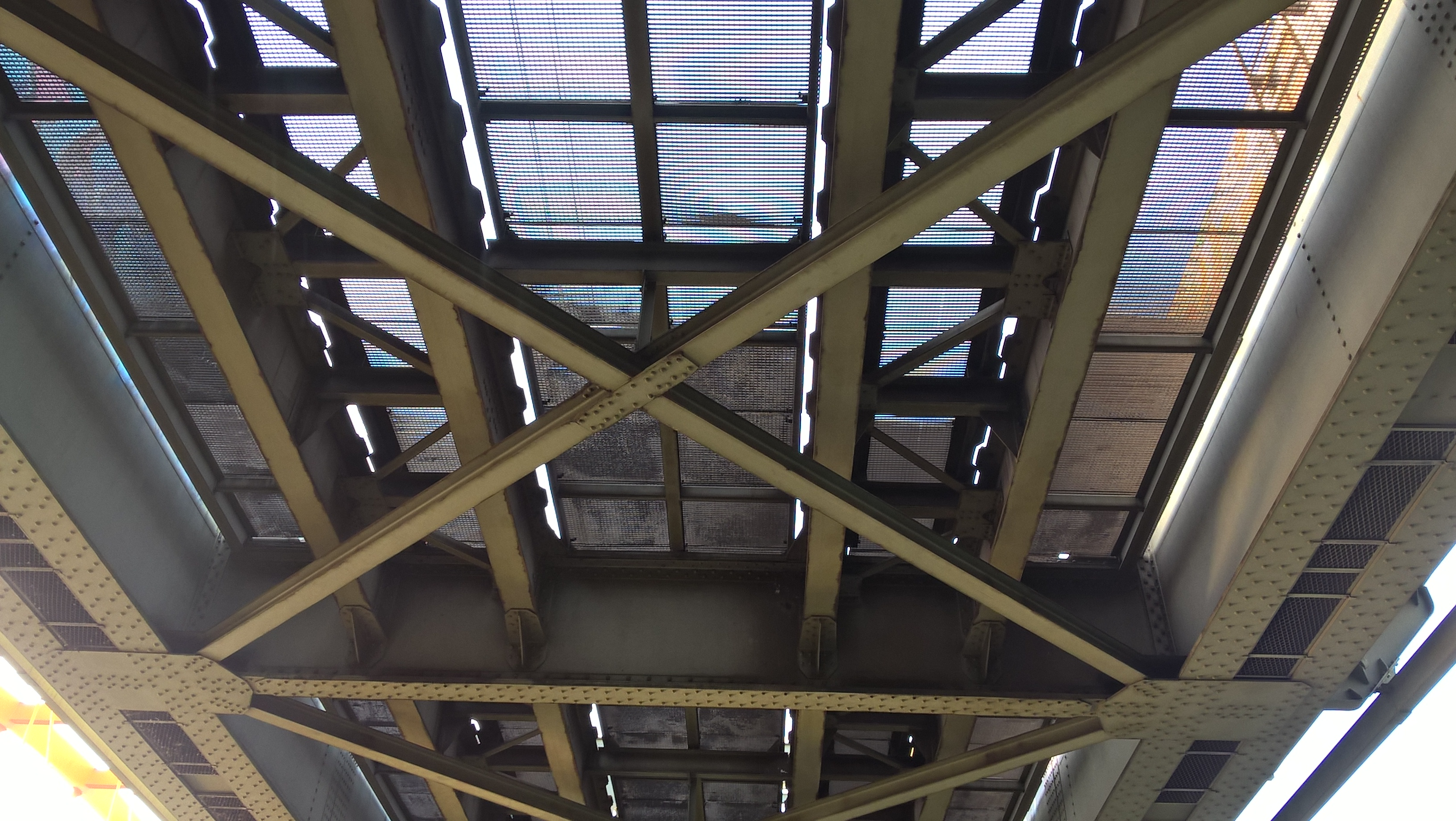
Dek brug van onderen, rails zijn afzonderlijk gedragen door balken
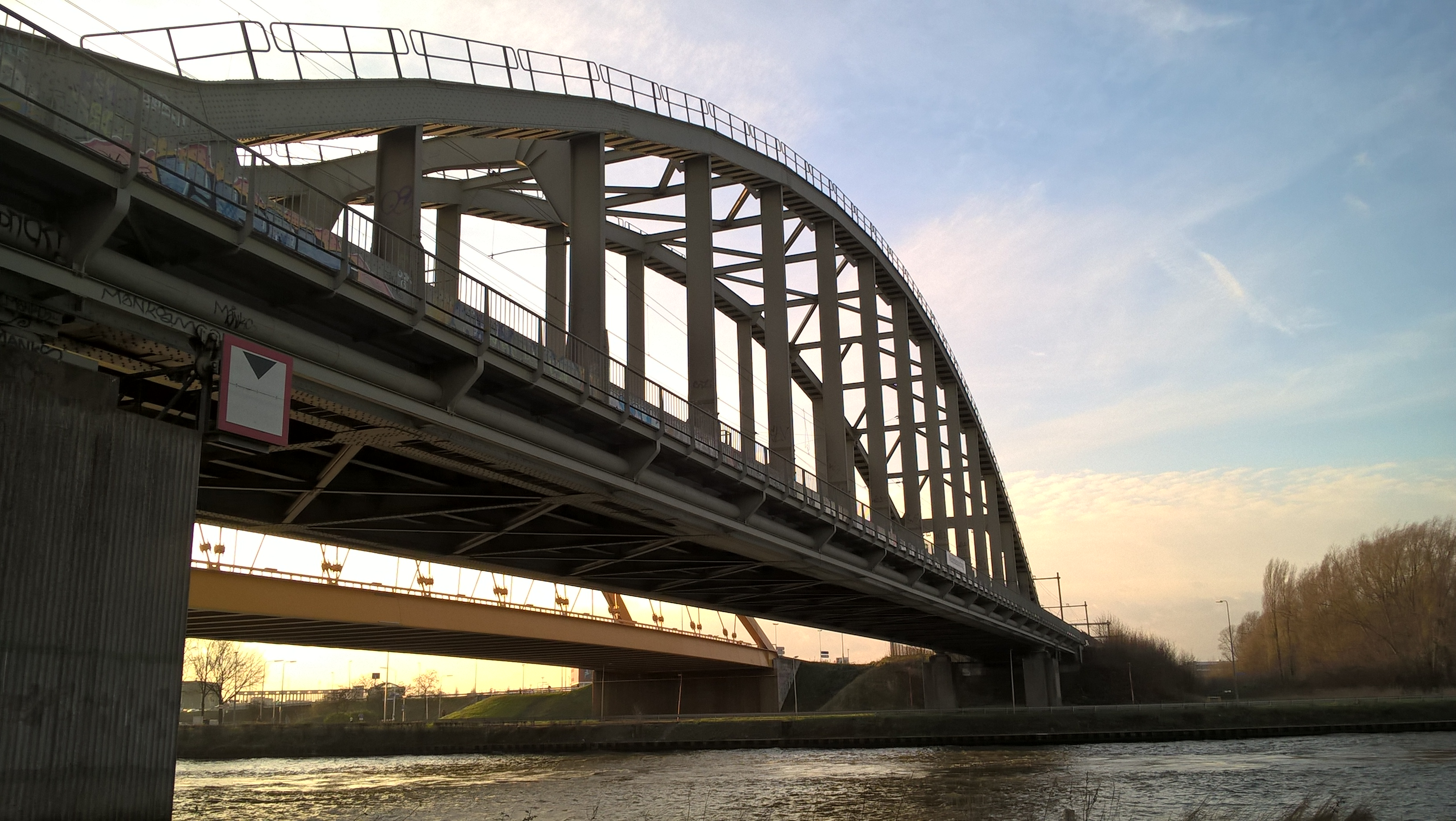
Zijkant brug in lengterichting
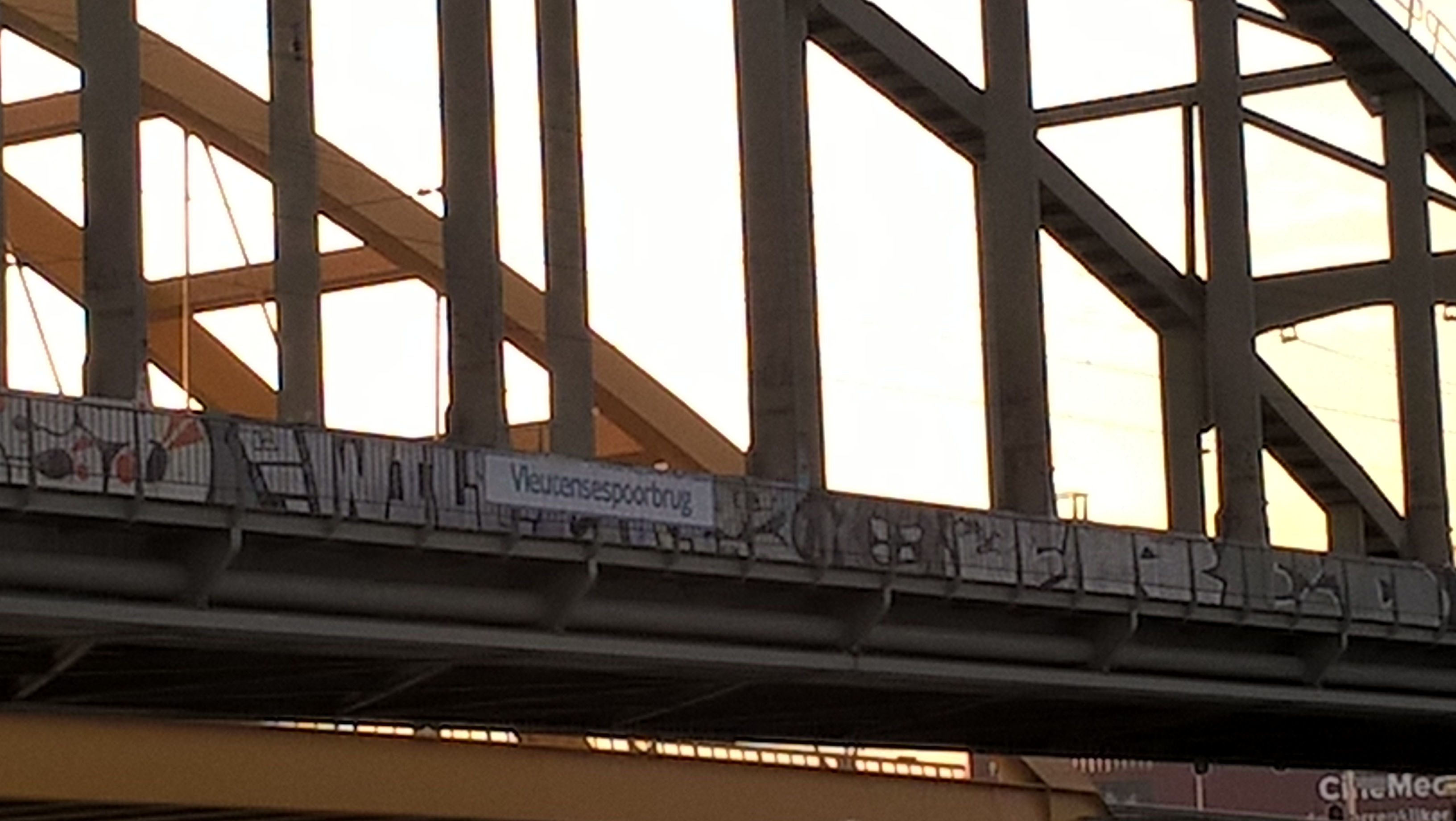
Brug heet "Vleutensespoorbrug"
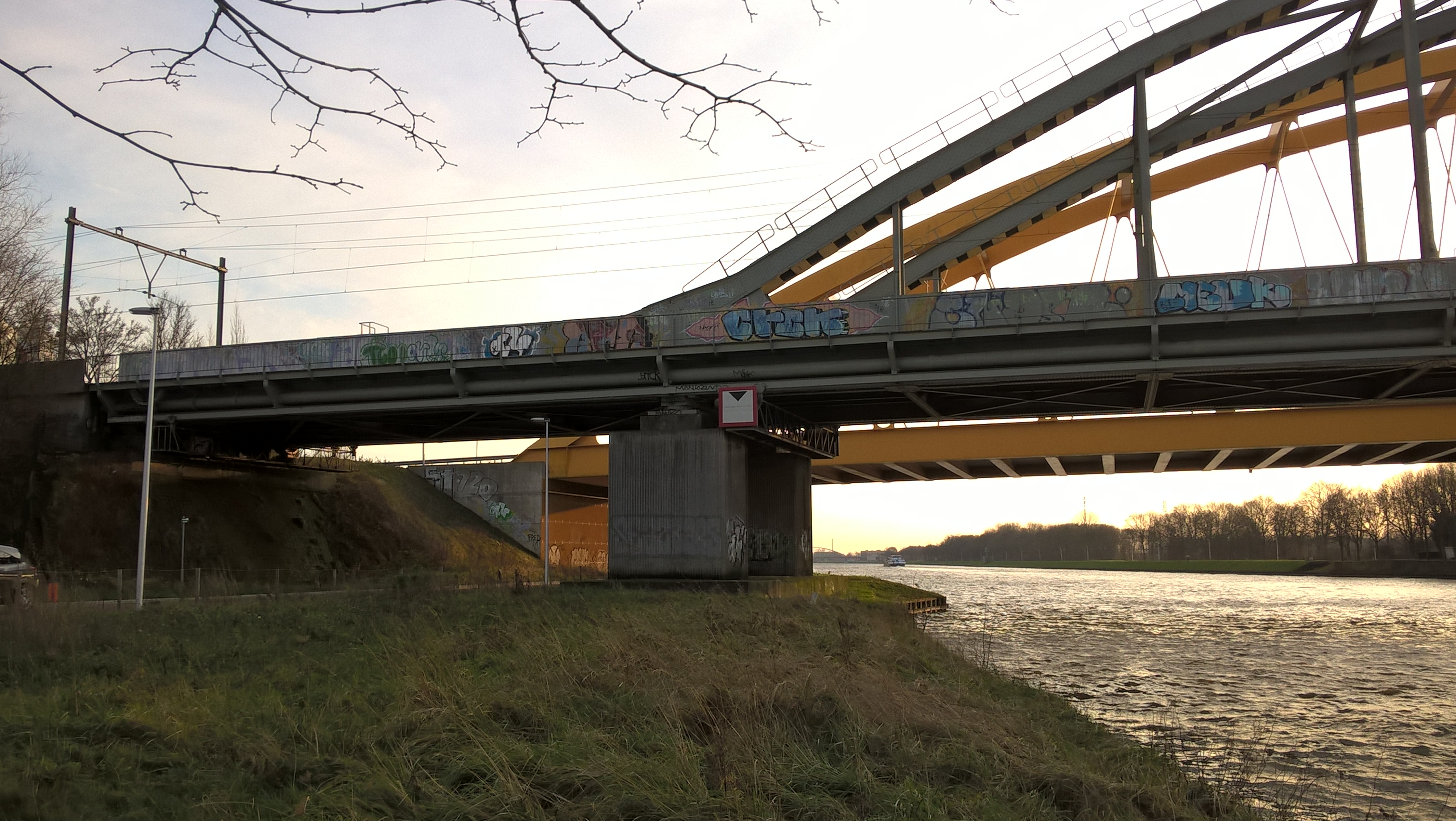
Brug loopt door na het einde van de boog voor extra stijfheid
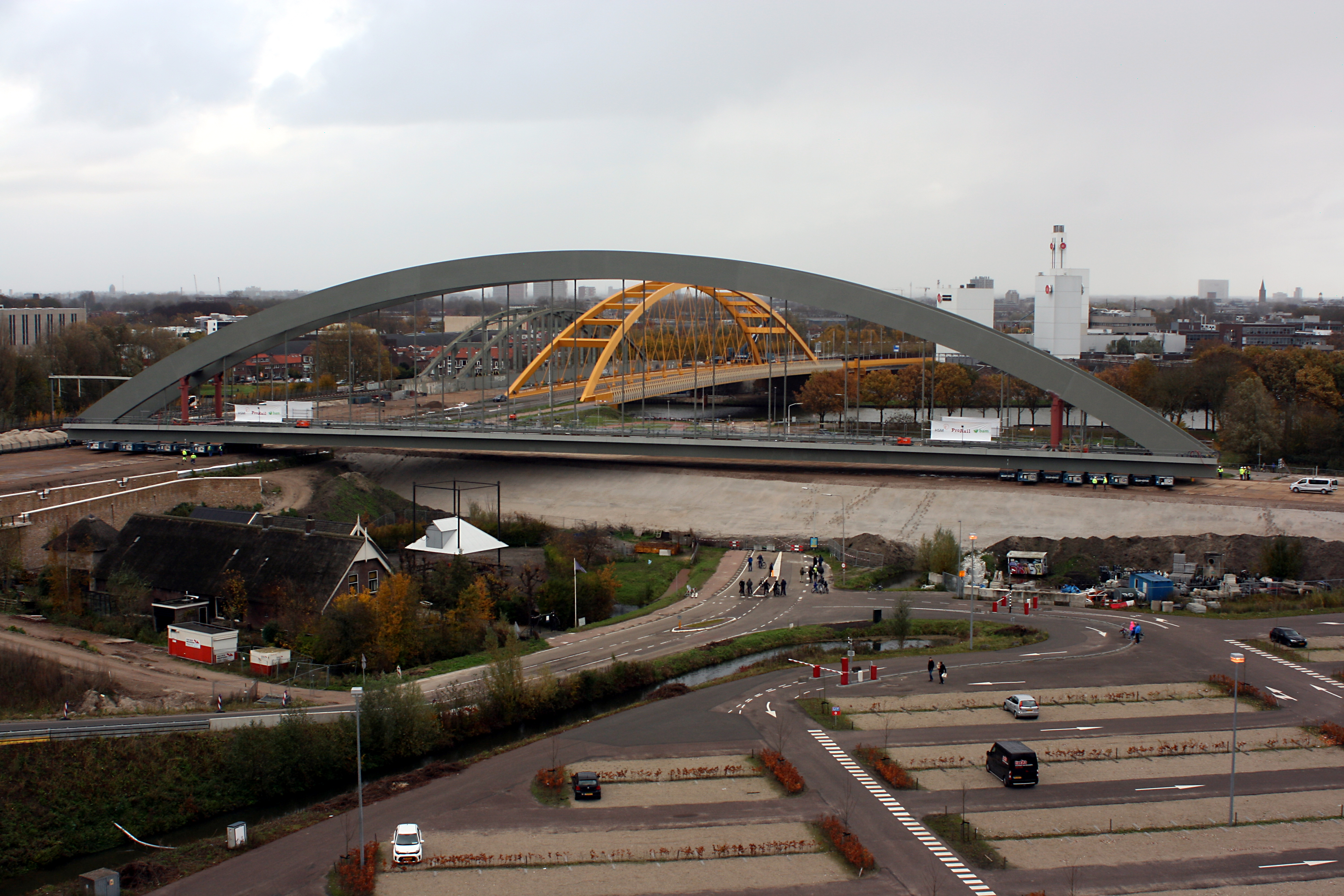
De tweede brug maakt de draai naar de ligplaats
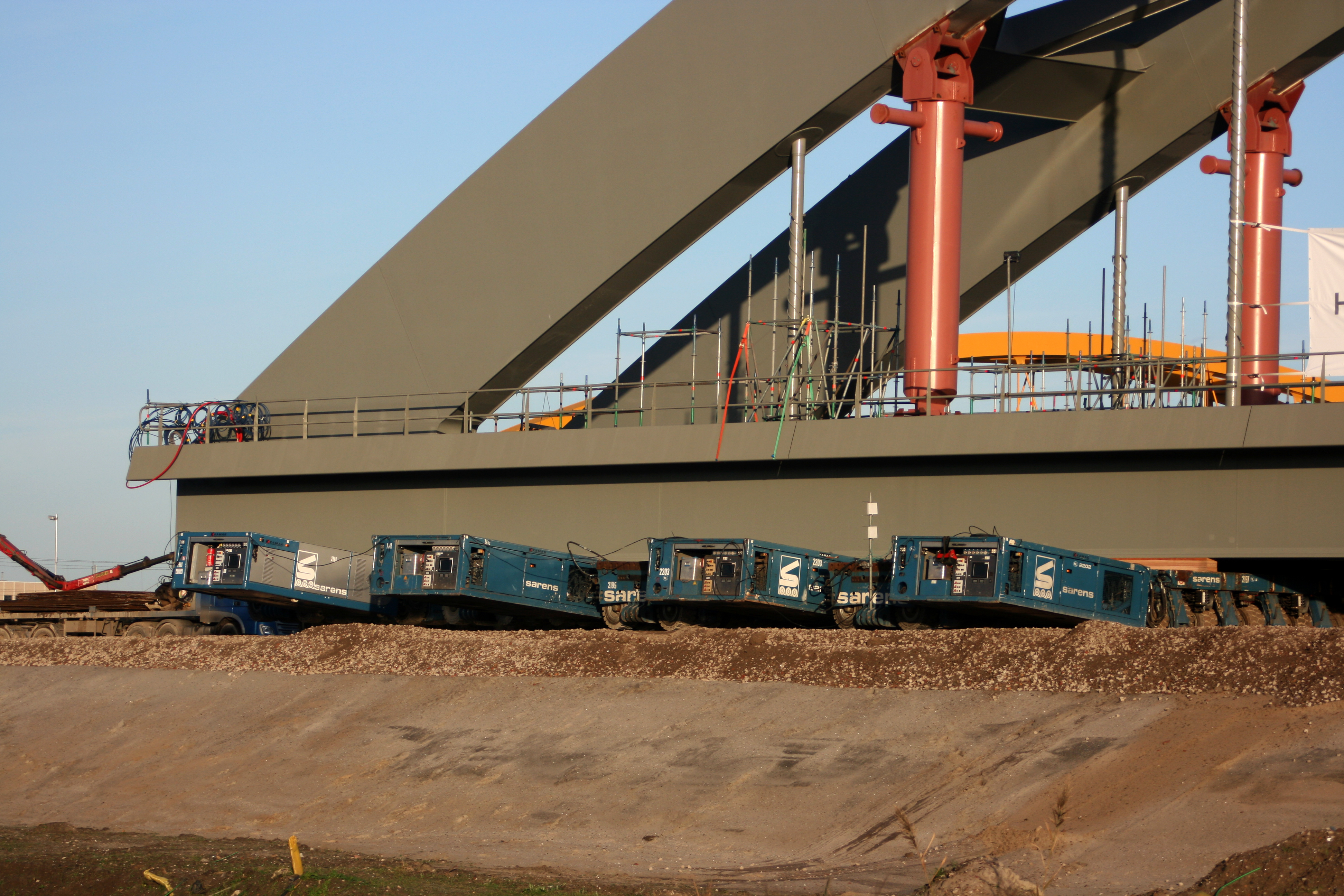
De brug werd verplaatst op 600 wielen